# Herman Gorter
Herman Gorter (ur. 26 listopada 1864 w Wormerveer, zm. 15 września 1927 w Brukseli) – holenderski poeta i krytyk literacki.

## Życiorys
W latach 1885–1894 współpracował z dwumiesięcznikiem „De Nieuwe Tijd”. Był orędownikiem dbałości o estetykę liryczną i idei „sztuki dla sztuki”, stał się najwybitniejszym przedstawicielem awangardowej grupy literackiej Tachtig, zwanej także Generacją 1880. W 1889 napisał swoje najważniejsze dzieło, impresjonistyczny poemat epicki Mei (Maj) opisujący piękno wiosennego krajobrazu holenderskiego i własny rozwój duchowy, w 1890 wydał zbiór Verzen (Wiersze) z indywidualistyczną, zmysłową poezją. Początkowo sensu istnienia szukał w filozofii Barucha Spinozy, później w socjalizmie. W 1897 wstąpił do Socjaldemokratycznej Partii Robotniczej, a w 1909 do Partii Socjaldemokratycznej. Stał się ortodoksyjnym komunistą, odrzucając indywidualizm Generacji 1880. W 1912 podjął próbę napisania eposu socjalistycznego Pan, jednak jego zaangażowanie miało charakter raczej wizjonerski niż praktyczny. Z powodu swojego utopijnego idealizmu w 1920 popadł w konflikt z Międzynarodówką Komunistyczną i w spór z Leninem, po czym wycofał się z aktywnej działalności politycznej. W 1935 został opublikowany tom jego studiów krytycznopolitycznych De groote dichters (Wielcy poeci).